# Epimacaria
Epimacaria là một chi bướm đêm thuộc họ Geometridae.